# Izentropni proces
Izentropni, izentropski ili izoentropijski proces (grčki: ισον = jednak; εντροπία = entropija, nered) jest termodinamički proces u kojem se, u svrhu inženjerske analize i proračuna, može pretpostaviti da se od početka do kraja odvija bez porasta ili opadanja entropije sistema, to jest da na kraju procesa entropija sistema ima isti iznos kao na početku. U praksi se izentropski procesi često se koriste za pojednostavljenje analize i modeliranja termičkih strojeva kao što su kompresori, turbine i dizel-motori. To omogućuje inženjerima da modeliraju promjene u sustavima bez uzimanja u obzir gubitaka topline ili drugih vanjskih utjecaja na entropiju. Svaki povratni adijabatski proces ujedno je izentropski proces. U stvarnosti takvi procesi ne postoje.